# Collapse into Now
Collapse into Now je patnácté a zároveň poslední studiové album americké skupiny R.E.M., vydané 7. března 2011. Několik měsíců poté se skupina po třiceti letech působení rozpadla.

## Seznam skladeb
Autory jsou Michael Stipe, Peter Buck a Mike Mills, není-li uvedeno jinak:
1. „Discoverer“ – 3:31
2. „All the Best“ – 2:48
3. „Überlin“ – 4:15
4. „Oh My Heart“ – 3:21
5. „It Happened Today“ – 3:49
6. „Every Day Is Yours to Win“ – 3:26
7. „Mine Smell Like Honey“ – 3:13
8. „Walk It Back“ – 3:24
9. „Alligator_Aviator_Autopilot_Antimatter“ – 2:45
10. „That Someone Is You“ – 1:44
11. „Me, Marlon Brando, Marlon Brando and I“ – 3:03
12. „Blue“ – 5:46